# Diogo Carvalho
Diogo Filipe Carvalho (n. Coímbra, 26 de marzo de 1988) es un nadador profesional portugués especializado en el Estilo mariposa.

## Carrera
Participó por primera vez en los Juegos Olímpicos de Pekín 2008 en la disciplina de 200 metros estilos. Actualmente tiene diez récords individuales nacionales, 7 en piscina corta (200 libre, 50, 100 y 200 metros mariposa y 100, 200 y 400 metros estilos) y 3 en piscina olímpica (100 mariposa y los 200 y 400 metros estilos). Su club de natación es el Clube dos Galitos de Aveiro de Aveiro. 
Ya en 2012 también participó en los Juegos Olímpicos de Londres 2012 en las pruebas de 200 metros estilos y 400 metros estilos, aunque sin conseguir ninguna medalla.  Un año después participó en el Campeonato Europeo de Natación en Piscina Corta de 2013, celebrado en Herning, en la prueba de 200 m estilos, donde consiguió la medalla de bronce.

## Marcas personales
Piscina corta
| Distancia | Libre   | Espalda | Braza   | Mariposa | Estilos |
| --------- | ------- | ------- | ------- | -------- | ------- |
| 50 m      | 23.42   | 25.35   | 28.85   | 23.63    | –       |
| 100 m     | 48.51   | 54.94   | 59.62   | 51.45    | 53.28   |
| 200 m     | 1:45.69 | 1:58.76 | 2:15.23 | 1:53.39  | 1:54.58 |
| 400 m     | 3:50.45 | –       | –       | –        | 4:06.83 |

Piscina larga
| Distancia | Libre   | Espalda | Braza   | Mariposa | Estilos |
| --------- | ------- | ------- | ------- | -------- | ------- |
| 50 m      | 23.40   | 27.68   | 29.05   | 24.13    | –       |
| 100 m     | 50.32   | 1:00.83 | 1:03:38 | 52.42    | –       |
| 200 m     | 1:51.05 | 2:11.15 | 2:15.87 | 1:56.71  | 1:59.39 |
| 400 m     | 3:57.47 | –       | –       | –        | 4:18.08 |